# 張璘 (永樂進士)
張璘（1388年—1432年），字文玉，湖廣黃岡縣人。明朝政治人物。

## 生平
湖廣鄉試八十五名。永樂十年（1412年）壬辰科會試九十四名，殿試登進士第二甲第三十二名。歷任山東布政使司參議，后改為山西、福建布政司。之後升任應天府府尹。

## 家族
曾祖張原昇。祖父張榮甫。父亲張時中。